# Drewitzer See
Drewitzer See är en insjö i det tyska förbundslandet Mecklenburg-Vorpommern. Sjön är belägen norr om orten Alt Schwerin inom naturparken Nossentiner/Schwinzer Heide i distriktet Mecklenburgische Seenplatte. 
Väster om sjön går motorvägen (tyska:Autobahn) A 19.